# Pleistacantha stilipes
Pleistacantha stilipes is een krabbensoort uit de familie van de Inachidae. De wetenschappelijke naam van de soort is voor het eerst geldig gepubliceerd in 2005 door Ahyong, Chen & Ng.